# Cryptocercus clevelandi
Cryptocercus clevelandi (лат.) — вид насекомых из семейства реликтовых тараканов (Cryptocercidae). Видовое название дано в честь гарвардского зоолога Лемуэля Роско Кливленда (1892—1969).

## Описание
Внешне весьма схожи с Cryptocercus punctulatus. Бескрылые тараканы. Окрашены в тёмно-рыжевато-коричневый цвет. Длина измеренных самцов составляла 31,5 мм, самок — 32,1 мм.
Представителей вида находили в лесах, на гниющей древесине.

## Распространение
Эндемики западной части США, найдены на территории от штата Вашингтон до штата Калифорния. При этом ареал может быть более ограниченным, чем представляется.